# Agapanthia fallax
Agapanthia fallax là một loài bọ cánh cứng trong họ Cerambycidae.